# صائد المحار المتغير
صائد المحار المتغير (الاسم العلمي: Haematopus unicolor) (بالإنجليزية: Variable Oystercatcher)‏ هو نوع من الطيور يتبع جنس صائد المحار من فصيلة صائدات المحار.